# Germanus IV van Constantinopel

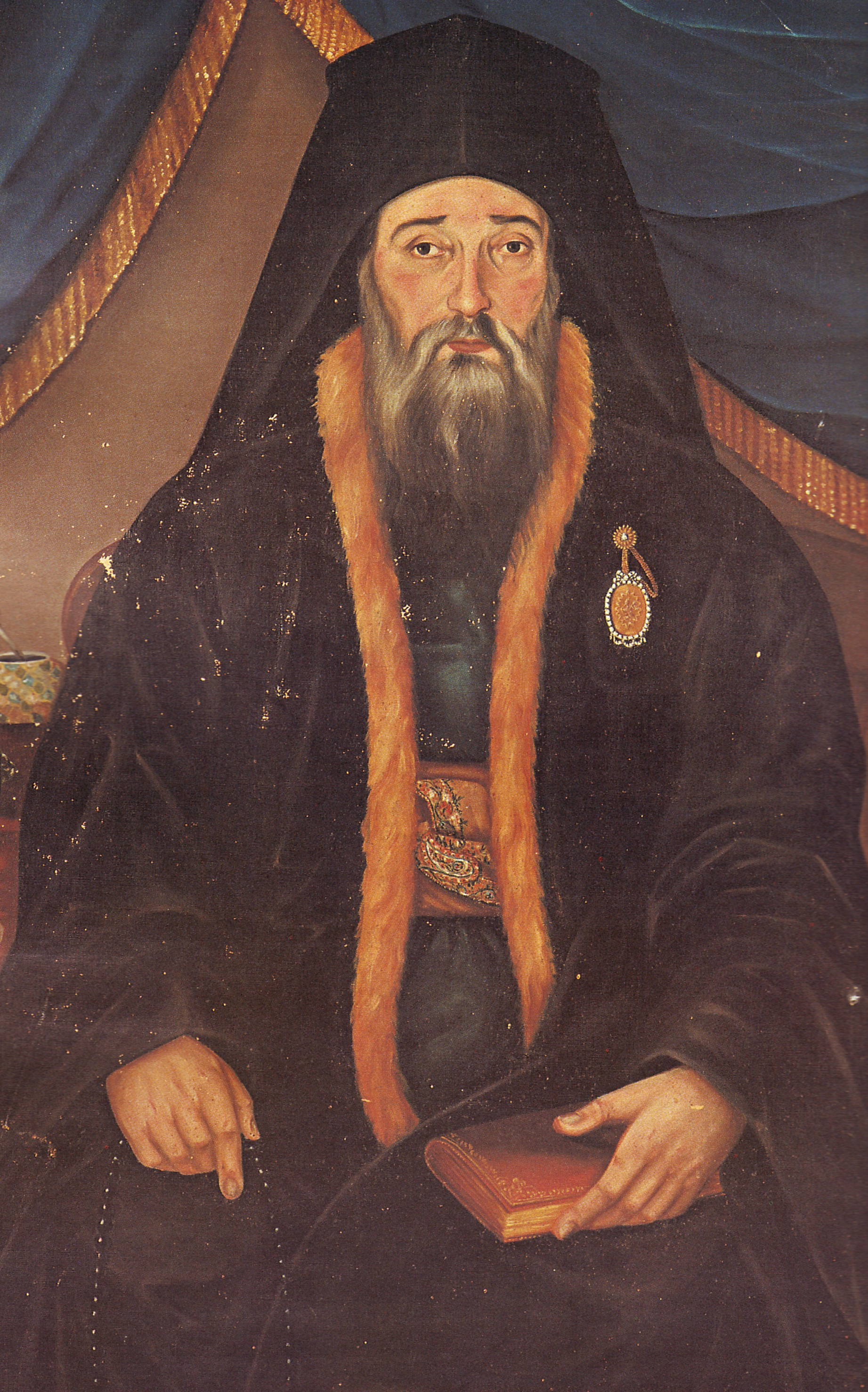
Germanus IV van Constantinopel

Germanus IV (Grieks: Γερμανός Δ΄) (Constantinopel, 1790 - aldaar, 16 september 1853) was patriarch van Constantinopel van 1842 tot 1845 en van 1852 tot 1853.
Tijdens zijn beide ambtstijden trachtte patriarch Germanus IV het lot van de armen te verbeteren. Hij stichtte scholen, weeshuizen en bibliotheken. Zo was Germanus IV onder meer ook de stichter van het prestigieuze Theologische Instituut van Halki, dat in 1971 door de Turkse overheid werd gesloten.